# رایت ۱۷۴۷
سیارک ۱۷۴۷ (به انگلیسی: 1747 Wright، نامگذاری:1947NH) هزار و هفتصد و چهل و هفتمین سیارک کشف شده‌است که در ۱۴ ژوئیه ۱۹۴۷ کشف شد.
قدر مطلق سیارک برابر ۱۳٫۳۵ است.